# Metagalepsus stramineus
Metagalepsus stramineus är en bönsyrseart som beskrevs av Sjostedt 1930. Metagalepsus stramineus ingår i släktet Metagalepsus och familjen Tarachodidae. Inga underarter finns listade i Catalogue of Life.